# Acoreo
Acoreo (Alessandria, ... – dopo il 48 a.C.) è stato un astronomo greco antico.

## Biografia
Si dubita della sua storicità, visto che è citato dal solo Lucano nella Pharsalia, come consulente di Giulio Cesare su questioni relative alla storia, agli aspetti geografici e al calendario dell'Antico Egitto.
Stante la dubbia storicità del personaggio, si è in dubbio anche sul fatto che Lucano abbia "inventato" il personaggio come portavoce di un excursus erudito su un tema scientifico topico quale quello del Nilo o se trovasse Acoreo nella sua fonte primaria, ossia il CXII libro degli Ab Urbe condita libri di Livio.